# Ashoka Chakra
Le Ashoka Chakra (orthographe alternative: Ashok Chakra ) est la plus haute décoration militaire attribuée en temps de paix en l'Inde. Elle est décernée pour la valeur, l'action courageuse ou le sacrifice de soi loin du champ de bataille. C'est l'équivalent en temps de paix du Param Vir Chakra (PVC). Elle est décernée pour la « bravoure la plus remarquable ou une valeur audacieuse ou prééminente ou un sacrifice de soi » autrement qu'en face de l'ennemi. La décoration peut être décernée au personnel militaire ou civil. 
Le Free Lieutenant (Flt. Lt.) Suhas Biswas fut le premier officier de l'armée de l'air indienne à recevoir le Ashoka Chakra.  
En cas d'attribution de plusieurs déclarations, elles sont portées sous forme de barrettes sur le ruban de la première. Un récipiendaire peut se voir décerner le Kirti Chakra ou Shaurya Chakra pour plusieurs actes de bravoure distincts. 

## Histoire
La médaille fut établie à l'origine le 4 janvier 1952 sous le nom de «Ashoka Chakra, classe I», première d'une série de trois classes de décorations de bravoure hors actions de combat. En 1967, ces décorations furent retirées du système « basé sur les classes » et renommées Ashoka Chakra, Kirti Chakra et Shaurya Chakra.  
C'est un point important pour comprendre la vision indienne indépendante des décorations. Cela entraina également des changements dans la série Padma Vibhushan, la série de médailles de service distingué, la série des médailles de sauvetage et la série de médailles du Defence Security Corps. 
Depuis le 1er février 1999, le gouvernement central a institué une allocation mensuelle pour les décorés de 1 400 roupies. Jammu-et-Cachemire décerne en plus un prix en espèces de 1 500 roupies pour les récipiendaires de ce prix. 

## Dessin
Avers: Circulaire doré de 1-3 / 8 pouces de diamètre. Au centre, le chakra (roue) d'Ashoka, entouré d'une couronne de lotus et avec un bord orné. Suspendu par une barrette droite. La médaille est nommée sur le bord. 
Revers: vierge au centre, avec « Ashoka Chakra » en hindi le long du bord supérieur sur la médaille et le même nom en anglais le long du bord inférieur. De chaque côté figure une fleur de lotus. Le centre est vide, peut-être avec l'intention d'y graver les détails du prix. Il n'y a aucune indication de la classe sur les prix d'avant 1967 et, en fait, il n'y a aucune différence entre ces médailles et les prix d'après 1967. 
Ruban: 32 mm, vert foncé avec une bande centrale safran de 2 mm de large. 
À ce jour, 83 personnes ont reçu le « Ashoka Chakra ». 

## Récipiendaires du Chakra Ashoka
| Modèle:Hash | Indique un honneur posthume |

| Year | Rank                              | Recipient                      | Branch                     | Refs. |
| ---- | --------------------------------- | ------------------------------ | -------------------------- | ----- |
| 2019 | Lance Naik                        | Nazir Ahmad Wani #             | Indian Army                | [ 2 ] |
| 2018 | Corporal                          | Jyoti Prakash Nirala #         | Indian Airforce            |       |
| 2017 | Havildar                          | Hangpan Dada#                  | Indian Army                |       |
| 2016 | Lance Naik                        | Mohan Goswami #                | Indian Army                |       |
| 2014 | Major                             | Mukund Varadarajan #           | Indian Army                |       |
| 2014 | Naik                              | Neeraj Kumar Singh #           | Indian Army                |       |
| 2014 | Sub-Inspector                     | K. Prasad Babu #               | Andhra Pradesh Police      | [ 3 ] |
| 2012 | Lieutenant                        | Navdeep Singh #                | Indian Army                |       |
| 2011 | Major                             | Laishram Jyotin Singh #        | Indian Army                |       |
| 2010 | Havildar                          | Rajesh Kumar #                 | Indian Army                |       |
| 2010 | Major                             | D. Sreeram Kumar               | Indian Army                |       |
| 2010 | Major                             | Mohit Sharma #                 | Indian Army                | [ 4 ] |
| 2009 | Havildar                          | Bahadur Singh Bohra #          | Indian Army                |       |
| 2009 | Joint Commissioner of Police      | Hemant Karkare #               | Indian Police Service      |       |
| 2009 | Inspector                         | Vijay Salaskar #               | Maharashtra Police Service |       |
| 2009 | Additional Commissioner of Police | Ashok Kamte #                  | Indian Police Service      |       |
| 2009 | Assistant Sub- Inspector          | Tukaram Omble #                | Maharashtra Police Service |       |
| 2009 | Havildar                          | Gajender Singh Bisht #         | Indian Army                |       |
| 2009 | Major                             | Sandeep Unnikrishnan #         | Indian Army                |       |
| 2009 | Inspector                         | Mohan Chand Sharma #           | Delhi Police               |       |
| 2009 | Colonel                           | Jojan Thomas #                 | Indian Army                |       |
| 2009 | Police Officer                    | R. P. Diengdoh #               | Meghalaya Police           |       |
| 2009 | Assistant Commandant of Police    | Pramod Kumar Satapathy #       | Odisha Police              |       |
| 2008 | Major                             | Dinesh Raghu Raman #           | Indian Army                |       |
| 2007 | Capitaine                         | Radhakrishnan Nair Harshan #   | Indian Army                |       |
| 2007 | Naib Subedar                      | Chuni Lal #                    | Indian Army                |       |
| 2007 | Colonel                           | Vasanth Venugopal #            | Indian Army                |       |
| 2004 | Lieutenant                        | Triveni Singh #                | Indian Army                |       |
| 2004 | Paratrooper                       | Sanjog Chhetri #               | Indian Army                |       |
| 2002 | Subedar                           | Surinder Singh #               | Indian Army                |       |
| 2002 | Naik                              | Rambeer Singh Tomar #          | Indian Army                |       |
| 2001 | Constable                         | Kamlesh Kumari #               | CRPF                       |       |
| 2000 | Major                             | Sudhir Kumar Walia #           | Indian Army                |       |
| 1997 | Second Lieutenant                 | Puneet Nath Datt #             | Indian Army                |       |
| 1997 | Lieutenant Colonel                | Shanti Swarup Rana #           | Indian Army                |       |
| 1996 | Capitaine                         | Arun Singh Jasrotia #          | Indian Army                |       |
| 1995 | Major                             | Rajiv Kumar Joon #             | Indian Army                |       |
| 1995 | Subedar                           | Sujjan Singh #                 | Indian Army                |       |
| 1995 | Lieutenant Colonel                | Harsh Uday Singh Gaur #        | Indian Army                |       |
| 1994 | Colonel                           | Neelakantan Jayachandran Nair# | Indian Army                |       |
| 1993 | Second Lieutenant                 | Rakesh Singh#                  | Indian Army                | [ 5 ] |
| 1992 | Capitaine                         | Sandeep Sankhla#               | Indian Army                |       |
| 1991 | Police Officer                    | Randhir Prasad Verma #         | Police Service             |       |
| 1987 |                                   | Neerja Bhanot #                | Indian Flight Attendant    |       |
| 1985 | Lance Havildar                    | Chhering Mutup                 | Indian Army                |       |
| 1985 | Naik                              | Nirbhay Singh #                | Indian Army                |       |
| 1985 | Naik                              | Bhawani Datt Joshi             | Indian Army                |       |
| 1985 | Lieutenant                        | Ram Prakash Roperia            | Indian Army                |       |
| 1985 | Capitaine                         | Jasbir Singh Raina             | Indian Army                |       |
| 1985 | Major                             | Bhukant Misra                  | Indian Army                |       |
| 1985 | Wing Commander                    | Rakesh Sharma                  | Indian Airforce            |       |
| 1984 |                                   | Gennadi Strekalov              | Soviet Flight Engineer     |       |
| 1984 | Colonel                           | Yury Malyshev                  | Soviet Airforce            |       |
| 1981 | Second Lieutenant                 | Cyrus Addie Pithawalla         | Indian Army                |       |
| 1974 | Naib Subedar                      | Gurnam Singh                   | Indian Army                |       |
| 1972 | Capitaine                         | Ummed Singh Mahra #            | Indian Army                |       |
| 1969 | Capitaine                         | Jas Ram Singh                  | Indian Army                |       |
| 1965 |                                   | Jia Lal Gupta                  |                            |       |
| 1962 | Subedar Major                     | Kharka Bahadur Limbu           | Indian Army                |       |
| 1962 | Capitaine                         | Man Bahadur Rai                | Indian Army                |       |
| 1958 | Capitaine                         | Eric James Tucker #            | Indian Army                |       |
| 1958 | Jem Bajirao Sakpal                |                                |                            |       |
| 1957 | Lieutenant Colonel                | J. R. Chitnis #                | Indian Army                |       |
| 1957 | Second Lieutenant                 | P. M. Raman #                  | Indian Army                |       |
| 1957 | Havildar                          | Joginder Singh #               | Indian Army                |       |
| 1956 | Lance Naik                        | Sundar Singh                   | Indian Army                |       |
| 1952 | Flight Lieutenant                 | Suhas Biswas                   | Indian Airforce            |       |
| 1952 | Havildar                          | Bachittar Singh #              | Indian Army                |       |
| 1952 | Naik                              | Narbahadur Thapa               | Indian Army                | [ 6 ] |